# Свавицкий, Николай Андреевич
Николай Андреевич Свавицкий (11 сентября 1879 года — 26 января 1936 года) — русский и советский статистик.

## Биография
Выпускник Московского университета, ученик Н. А. Каблукова.
Участвовал в земских статистических обследованиях Владимирской и Харьковской губерний. В 1908-1910 годах служил в Московской городской управе. В 1914 году утверждён доцентом кафедры статистики Московского университета. 25 июня 1917 года по списку объединённых социал-демократов был избран гласным Московской городской думы. С 1919 года — профессор МГУ, заведующий статистическим кабинетом. Активное участвовал в организации статистического отделения факультета общественных наук.
В 1920 году переходит на работу в Центральное статистическое управление РСФСР. Член исполнительной комиссии съездов статистиков, в 1925-1926 годах — её секретарь; организовывал съезды и совещания статистиков.
Написал ряд научных работ по статистике труда, потребления, истории земской статистики. Фундаментальный труд Свавицкого (совместно с женой З. М. Твердовой-Свавицкой) — «Земские подворные переписи 1880-1913 гг. Поуездные итоги», издан в 1926 году.

## Основные работы
- Земские подворные переписи — 1880–1913 гг. Поуездные итоги. М., 1926 (совместно с З. М. Твердовой-Свавицкой).
- Земские подворные переписи (обзор методологии). М., 1961.
- Питание московских рабочих во время войны. // Вестник статистики. 1920. №9–12.
- Питание московских рабочих во время войны. // Вестник статистики. 1921. №1–4.
- Библиографический обзор иностранной литературы по статистике потребления // Вопросы труда. 1923. № 5–7.
- Комбинационные таблицы как прием изучения типов и факторов крестьянского хозяйства в земских подворных переписях // Памяти Н.А. Каблукова. М. 1925. Т. 1. С. 373–467.
- Предшественники земских подворных переписей // Очерки по истории статистики СССР: Сб. 2. М. 1957. С. 16–50.